# Sammy Korir
Sammy Kipchoge Korir (12 dicembre 1971) è un ex maratoneta keniota.

## Biografia
Specialista della maratona, Korir ha un personale di 2h04'56" ottenuto a Berlino nel 2003. Il maratoneta keniano è inoltre diventato il primo atleta ad aver corso dieci maratone sotto le 2h09'. La decima maratona sotto quel tempo è stata corsa a Dubai, dove nell'occasione registra un 2h08'34", guadagnando la terza piazza dietro Haile Gebrselassie che nella gara fallisce il tentativo di battere il record mondiale da lui stesso detenuto in quel momento.

## Palmarès
| Anno | Manifestazione             | Sede    | Evento      | Risultato | Prestazione | Note |
| ---- | -------------------------- | ------- | ----------- | --------- | ----------- | ---- |
| 1999 | Mondiali di mezza maratona | Palermo | Individuale | 11º       | 1h02'19"    |      |
| 1999 | Mondiali di mezza maratona | Palermo | A squadre   | Bronzo    | 3h06'03"    |      |

## Altre competizioni internazionali
1996
- Bronzo alla Maratona di Rotterdam ( Rotterdam) - 2h08'02"
- Oro alla Maratona di Firenze ( Firenze) - 2h15'04"
- Oro alla Cancún Marathon ( Cancún) - 2h12'33"

1997
- Oro alla Maratona di Amsterdam ( Amsterdam) - 2h08'24"
- Bronzo alla Maratona di Rotterdam ( Rotterdam) - 2h08'02"
- 4º alla Mezza maratona di Lisbona ( Lisbona) - 1h02'16"
- Argento alla Nairobi Half Marathon ( Nairobi) - 1h04'27"
- Bronzo alla Great North Run ( Newcastle upon Tyne) - 1h00'43"

1998
- Oro alla Maratona di Amsterdam ( Amsterdam) - 2h08'13"
- 11º alla Mezza maratona di Lisbona ( Lisbona) - 1h00'56"
- Oro Route du Vin Half Marathon ( Remich) - 1h00'15"

1999
- 13º alla Maratona di Chicago ( Chicago) - 2h13'08"
- Oro alla Maratona di Torino ( Torino) - 2h08'27"
- 4º alla Mezza maratona di Lisbona ( Lisbona) - 1h00'37"
- Argento alla Mezza maratona di Barcellona ( Barcellona) - 1h04'12"

2001
- Bronzo alla Maratona di Amsterdam ( Amsterdam) - 2h08'14"
- Argento alla Lille Half Marathon ( Lilla) - 1h02'19"

2002
- 5º alla Maratona di Amsterdam ( Amsterdam) - 2h08'10"
- Oro alla Rock 'n' Roll San Diego Marathon ( San Diego) - 2h09'02"
- Oro alla Azpeitia Half Marathon ( Azpeitia) - 1h02'19"

2003
- Argento alla Maratona di Berlino ( Berlino) - 2h04'56"
- 4º alla San Diego Marathon ( San Diego) - 2h11'36"
- Argento alla Maratona di Xiamen ( Xiamen) - 2h10'44"
- Oro alla Setúbal Half Marathon ( Setúbal) - 1h02'17"
- 5º alla San Blas Half Marathon ( Coamo) - 1h05'41"
- 10º alla Scalata al Castello ( Arezzo) - 29'27"

2004
- Argento alla Maratona di Londra ( Londra) - 2h06'49"
- Bronzo alla Maratona di Fukuoka ( Fukuoka) - 2h11'45"
- 7º alla Mezza maratona di Lisbona ( Lisbona) - 1h00'19"
- Oro alla San Blas Half Marathon ( Coamo) - 1h03'04"
- 7º al Trofeo Sant'Agata ( Catania) - 31'27"
- 13º alla Atlanta Peachtree Road Race ( Atlanta) - 29'33"

2005
- 9º alla Maratona di Chicago ( Chicago) - 2h10'53"
- 9º alla Maratona di Londra ( Londra) - 2h12'36"
- 16º alla Rotterdam Half Marathon ( Rotterdam) - 1h05'36"
- 7º al Giro podistico internazionale di Castelbuono ( Castelbuono) - 35'42"

2006
- Oro alla Maratona di Rotterdam ( Rotterdam) - 2h06'38"
- Bronzo alla Maratona di Tokyo ( Tokyo) - 2h10'07"
- 10º al Giro podistico internazionale di Castelbuono ( Castelbuono) - 36'47"

2007
- 8º alla Great Wales Run ( Cardiff) - 29'55"

2008
- Oro alla Maratona di Seul ( Seul) - 2h07'32"
- Bronzo alla Maratona di Dubai ( Dubai) - 2h08'01"

2009
- 4º alla Maratona di Tokyo ( Tokyo) - 2h11'57"
- 42º alla Eldoret Discovery Half Marathon ( Eldoret) - 1h05'03"

2010
- 17º alla Maratona di Berlino ( Berlino) - 2h19'55"

2012
- Oro alla Jeonju-Gunsan Marathon ( Jeonju) - 2h11'29"
- 11º alla Gongju Dong-A Marathon ( Gongju) - 2h12'00"

2013
- 11º alla Grand Rapids Fifth Third River Bank Run ( Grand Rapids), 25 km - 1h17'34"
- Argento alla Leiden Half Marathon ( Leida) - 1h06'15"